# JEM-EUSO
L'Extreme Universe Space Observatory onboard Japanese Experiment Module (JEM-EUSO) è la prima missione spaziale progettata per essere dedicata allo studio dei raggi cosmici e dei neutrini ad altissima energia (E > 5×1019 eV).
La rilevazione di queste particelle avverrebbe osservando le scie ionizzate fluorescenti prodotte dall'interazione delle particelle di origine cosmica ad altissima energia con l'atmosfera terrestre che svolgerebbe il ruolo di un rivelatore gigante.

## Storia
EUSO era una missione dell'Agenzia Spaziale Europea che avrebbe dovuto essere ospitata sulla Stazione spaziale internazionale come carico utile esterno del modulo Columbus. EUSO ha terminato con successo la fase di studio A, ma a causa di vincoli programmatici e finanziari è stata bloccata dall'ESA. La missione allora è stata riorientata come carico utile da ospitare a bordo del modulo giapponese JEM (KIBO) della ISS e ridenominata JEM-EUSO. JEM-EUSO attualmente è in fase di studio da parte della RIKEN e della JAXA in collaborazione con altre 60 istituzioni di 12 Paesi diversi in vista del lancio dopo il 2020.